# Borsania
Borsania là một chi bướm đêm thuộc họ Noctuidae.